# 科魯尼亞戰役
科魯尼亞戰役發生於1809年1月16日，是半島戰爭中的一場決定性的戰役，法國让·德迪厄·苏尔特元帥的軍隊襲擊了由约翰·摩尔中将率领的英国军队。在苏尔特麾下的法军士兵不断追击下，英军不斷向西班牙北部撤退，而他们的后卫部队则击退了法国人的多次进攻。两军都深受严寒的冬季条件之苦。大部分英国军队，不包括罗伯特·克劳福德领导的精锐部队，在撤退期间遭受了严重的损失。当英国人比法国人提前几天到达西班牙加利西亚北部海岸的科鲁尼亚港时，他们发现接应的运输船还没有到达。舰队最终在几天后抵达，当法国军队发动攻击时，英军正在登船。法军的进攻迫使英军在启程回到英国之前进行了最后一场战斗。
此役中，英军挡住了法军的进攻。夜幕降临后，两军都离开了战场。英国军队趁夜色登船；最后一批运输船在法军炮火的袭击下于早上离开。英军离开后，港口城市科鲁尼亚和费罗尔以及整个西班牙北部被法国人占领。在战斗中，英国指挥官约翰·摩尔爵士在得知他的部下成功击退了法国人的进攻后身受重伤而死。

## 背景

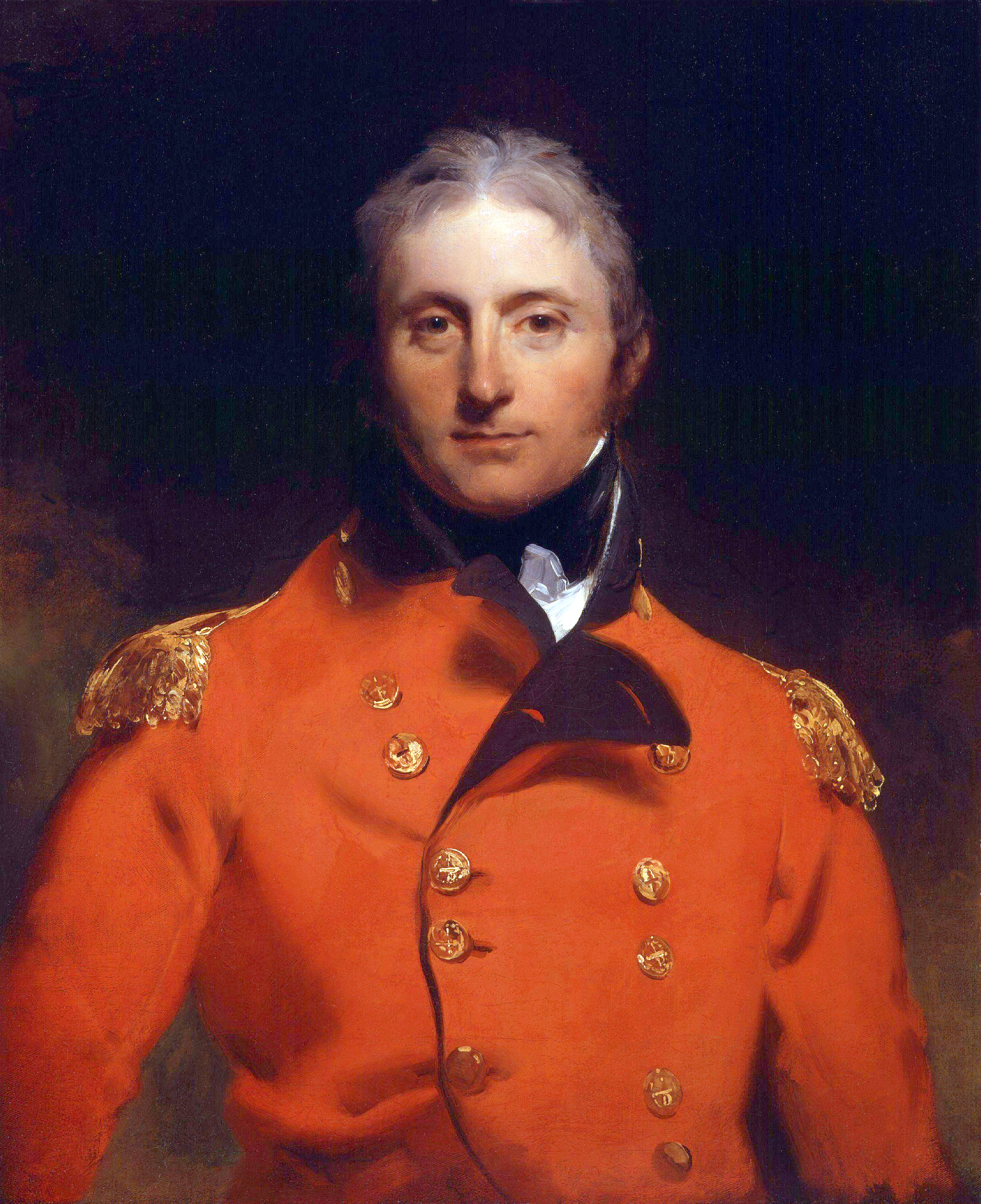
英国指挥官约翰摩尔爵士

1808年10月上旬，在英国因辛特拉公约引起的丑闻以及达尔林普尔、伯拉德和韦尔斯利将军被召回后，约翰·摩尔爵士接管了在葡萄牙的30,000名英军。此外，由三艘战舰护航的载有12,000至13,000人的150艘运输船从法尔茅斯启航。由戴维·贝尔德爵士指挥的一支远洋舰队于10月13日进入科鲁尼亚港。到1808年11月，由摩尔率领的英军进军西班牙，奉命协助西班牙军队对抗入侵的拿破仑军队。

在法国军队在拜伦投降并失去葡萄牙的控制权之后，拿破仑确信他在西班牙面临的敌人非同一般。皇帝说：
所有人在拜伦之战的失败后都如无头苍蝇一般。我意识到我必须亲自去往前线指挥作战。
法国军队此时背对比利牛斯山，控制着纳瓦拉和加泰罗尼亚。到10月，法国在西班牙的兵力约为75,000人，他们面对的是86,000名西班牙士兵以及35,000名英国士兵。
然而，联军并未攻击在西班牙的法国军队。此时的西班牙社会结构因叛乱的冲击而发生动摇，导致社会和政治局势严重紧张；各地的民兵在每一个问题上都存在分歧，他们新生的部队也因此受到影响。随着君主制的垮台，宪法权力移交给地方军政府。这些政府干预了军队和战争事务，破坏了在马德里初步形成的中央政府之权威。并且在某些情况下，地方政府对彼此的威胁几乎与对法国人的威胁一样大。与此同时，驻葡萄牙的英国军队本身也因后勤问题而陷入困境，并没有开展进一步行动。
从1808年10月开始，拿破仑亲自率领100,000名法军士兵进入西班牙，并联合此前的驻军进行了一系列攻势，包括对西班牙防线的大规模钳形攻势。
在一段时间内，英国军队被法军的袭击分散，贝尔德新抵达的特遣队在北部的阿斯托尔加，摩尔则带着所有的骑兵和炮兵在萨拉曼卡。摩尔率领的军队于12月3日联合了其他几支英军小分队，当时摩尔收到消息称西班牙军队遭到数次失败时。他认为为了避免灾难降临到自己头上，他必须放弃现在的阵地并退回葡萄牙。
摩尔在撤退之前收到了一封情报。苏尔特麾下包括16,000名法军士兵的军团在卡里翁守着一个孤立的阵地。并且法国人不知道英国军队的位置。12月15日，他抓住这个机会向马德里附近的法军发起进攻，希望借此击败苏尔特并分散拿破仑的注意力。12月20日，摩尔在与贝尔德会合后兵力合计有23,500名步兵、2,400名骑兵和60门大炮。佩吉特中将的骑兵率先对法军展开成功突袭。然而，摩尔并没有继续攻击苏尔特的部队并选择修整两天，苏尔特则利用了这个时间集中他的部队。

## 序幕

### 撤退到科鲁尼亚

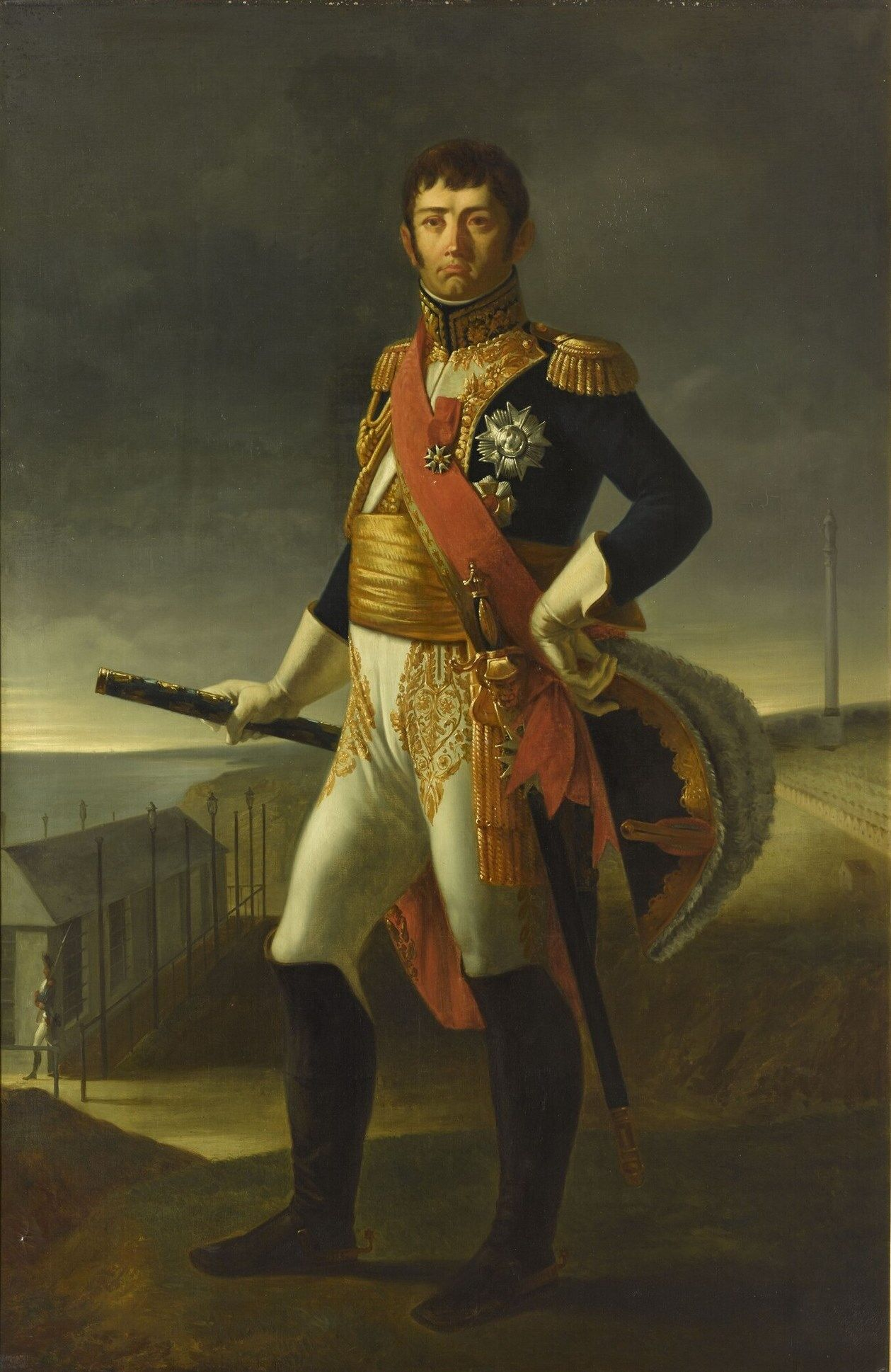
法国指挥官让·德迪厄·苏尔特元帅

摩尔的部队一露面，拿破仑就以惯常的迅速和果断作出回应。西班牙人此时已经被击败，不再是有组织的威胁。拿破仑希望牢牢掌握主动权，抓住机会摧毁英国唯一的野战军队。当摩尔意识到自己处于被困的严重危险中时，他取消了进攻计划并决定撤退。英军部队连续撤退超过400公里。在此期间，英国骑兵和轻步兵被用来掩护摩尔的军队。英军的骑兵部队在贝纳文特击败了法军骑兵并俘虏了夏爾·列斐伏尔·德斯努埃特将军。
法国追兵紧随着撤退的英军。在严寒和积雪的可怕条件下，英军穿越了山区，并继续令人疲劳的行军。在阿斯托加，罗马纳将军率领布莱克的西班牙军队的残余部队加入了摩尔，罗马纳提议英军与法军决战。然而，随着拿破仑的逼近，摩尔拒绝了这个提议并继续向北撤退，而罗马纳则向西前往葡萄牙。在阿斯托加和贝坦佐斯之间的行军中，英军损失了3,000人，另有500人留在了阿斯托加和维拉弗兰卡的医院。
当无法诱使摩尔决战后，拿破仑将追击英军的任务交给了苏尔特军团，由内伊元帅负责支援，并将大部分军队（约45,000人）带回马德里。拿破仑随后决定离开西班牙去处理其他紧迫的事情；奥地利人即将对法国宣战，并很快入侵意大利和巴伐利亚。

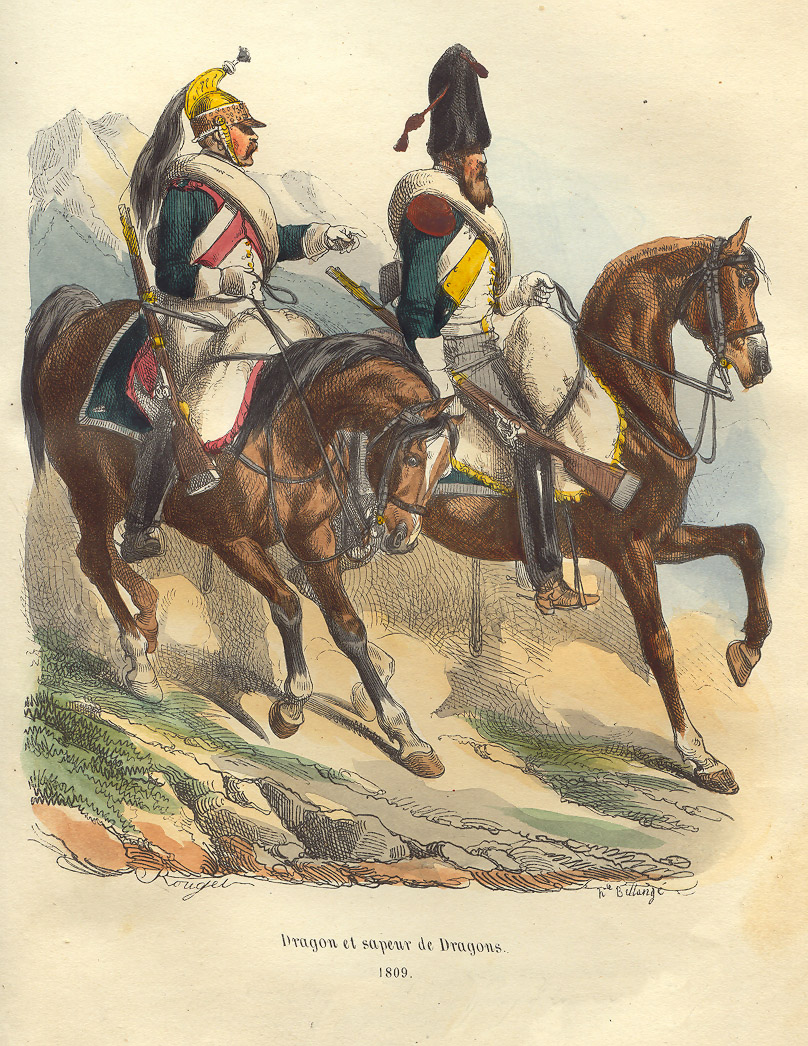
法国龙骑兵

英国人的纪律在撤退中数次崩溃。12月28日，英国军队洗劫了贝纳文特。1月2日，数百名英国士兵在本维夫雷集体醉酒。醉酒的士兵被大部队抛弃并被追击的法国龙骑兵俘虏或被杀。类似的事件也发生过，其中法国人的追击曾导致英国后卫指挥官佩吉特来不及完成对三名英国士兵的绞刑。
摩尔于1月6日在卢戈占据了战斗位置，但最初，苏尔特的部队并没有发起进攻。两天后，苏尔特集中他的部队并试图让内伊派一个师的增援，但内伊派出的部队很少、到8日，苏尔特已做好战斗准备，但摩尔认为内伊的部队正在包抄，于是当晚便溜走了。英军在撤离前杀死了500匹生病的马匹，并摧毁了炮兵物资箱和食品库。
暴风雨导致英军的大部队失去秩序，数千人在混乱中脱离了部队。大约500名英军士兵被追击的法国龙骑兵俘虏，10日，法军骑兵俘获了数百名英军士兵，11日又俘获了数百人。卢戈到贝坦佐斯行军的损失超过了前一次撤退的全部损失。最终，在1月11日，英国主力抵达西班牙西北部的拉科鲁尼亚港，他们希望在那里找到舰队将他们带回英格兰。但英军到达后却发现贝坦佐斯湾空无一人，拉克鲁尼亚只有26艘运输船和两艘军舰。前来援助的245艘船因逆风而延误，直到13日才启程前往拉科鲁尼亚。
法军在追击过程中也严重疲劳，士气低落。英军的后卫部队挡住了追击的法国人，让其余的英国军队继续撤退，但法国骑兵的不断袭击阻止了英国骑兵的侦察。苏尔特的战线此时被严重拉扯，大部分步兵此时都远远落后于骑兵，他的炮兵在接下来的几天内零星抵达拉科鲁尼亚。

### 军队抵达拉科鲁尼亚

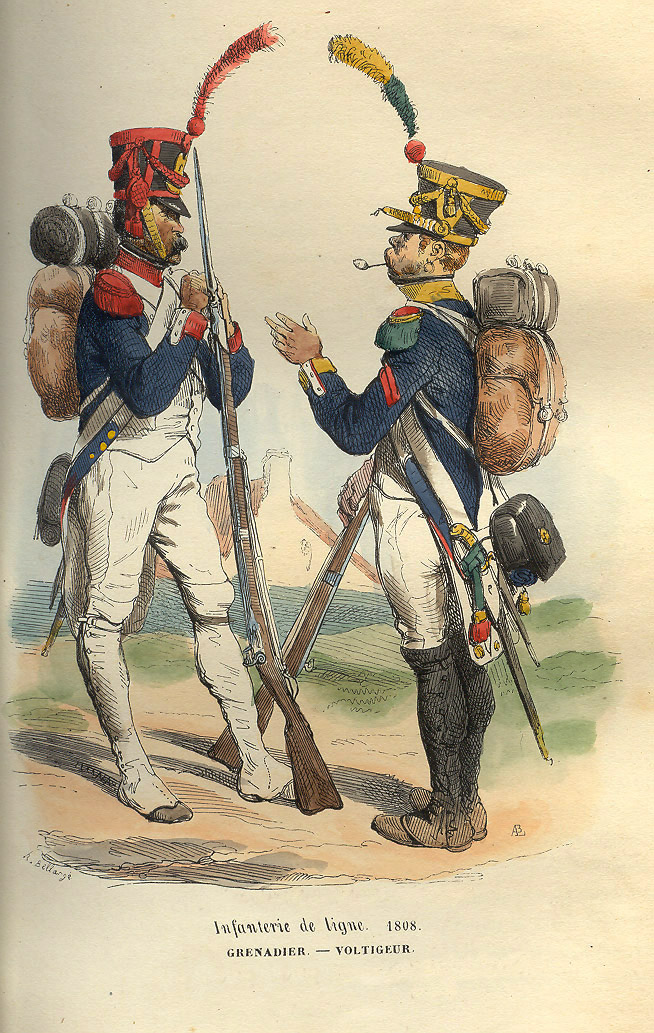
法国步兵

英军于1月11日抵达拉科鲁尼亚，此地只有数艘战舰、少量运输船和医疗船，许多伤员都选择登船。此外，仓库内还有大量急需的军用物资：英军获得了5,000支新步枪、大量弹药、大炮以及食品、鞋子和其他补给品。
第二天，法国军队开始抵达，并在原地开始集结。苏尔特的炮兵于1月14日抵达。英军期待已久的运输船也于14日抵达，当晚英军疏散了伤员、一些马匹和大部分野战炮、骑兵和炮手。英国人无意在科伦纳驻守或将之作为一个根据地，即便那里有大量的物资和一定的海上支持。英国人随后摧毁了原本为西班牙人准备的大量军用物资中的一部分：近12,000桶火药、城外两个弹药库中的300,000发子弹以及50门堡垒炮和20门迫击炮。
英军几乎把他们所有的大炮和炮兵都带上了，由于地形不适合骑兵，他们所有的骑兵和几匹健康的马都登船离开。英军杀死了大约2,000匹无法登船的马。由于地形崎岖，苏尔特的骑兵几乎没有用处。英国人开始在城内养精蓄水，与筋疲力尽的法军形成鲜明对比。
摩尔部署了他的步兵部队来掩护撤离，将其主要部分部署在横跨海港以南的山脊上。一个更稳固的阵地位于南部，但英国指挥官认为他缺乏适当防御的人数，于是只将其设置为前哨以减缓法国人的袭击。摩尔将两个师保留在稍向北和向西的地方，以守卫右翼并防止法军的迂回。
1月15日，法国军队将英国的前哨逼退，并逐渐占据了那里的阵地。英军第5步兵团的反击于随后被击退，损失惨重。苏尔特将他的11门重炮安置在岩石上，从那里他们可以向英军的右翼开火。这项任务非常艰巨，火炮被拖到岩石上时就已经是晚上了。

## 战斗
1月16日黎明时分，法国人在高地就位，整个上午，两军都在互相观察。如果苏尔特没有发起进攻，摩尔计划在当天晚些时候继续登船。到了下午，摩尔认为法军已经不太可能发动袭击，于是命令一个师前往港口。其余的军队将在黄昏时跟随，但不久之后，法军发起了进攻。
苏尔特的计划是派一个步兵师在埃尔维尼亚攻击脆弱的英军防线，同时向左翼和中央阵地的英军主力发起牵制进攻。法军骑兵被部署到更西部，如果计划成功，法军可以占领英军防线的西端并继续推进以摧毁英军的大部队。

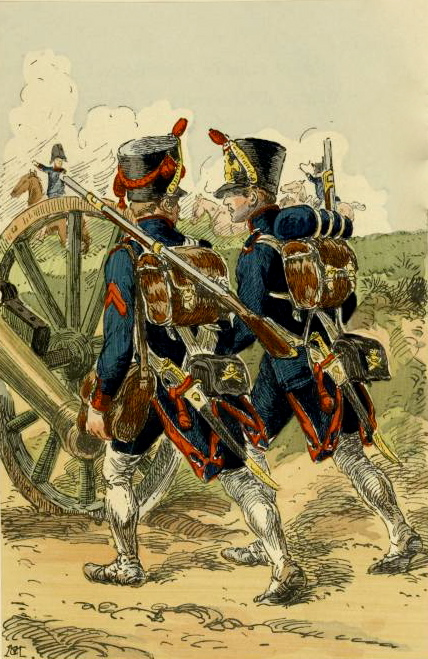
法国炮兵

进攻埃尔维尼亚的法军步兵迅速推进，很快将英军击退，并开始攻击远处的高地。
最激烈的战斗发生在埃尔维尼亚及其周边地区，因为这个村庄在此役中多次易手，英军在这里受到法军安放在高地上重炮的攻击。当法军的进攻突破埃尔维尼亚并登上小山时，摩尔派出了第50步兵团和第42步兵团来阻止法国步兵，而第4步兵团则守住了英军防线的右翼。摩尔留在该地区指挥战斗，他命令第4步兵团向试图迂回的法军之侧翼开火，并召集佩吉特手下的预备队迎战。英军的进攻占领了村庄，但英军不同单位之间的一些混乱让法军的预备队将英军赶出了该村。摩尔召集了他的预备队，包括来自近卫队的两个营，这两个月营和第42步兵团一起阻止了法军的进一步推进。

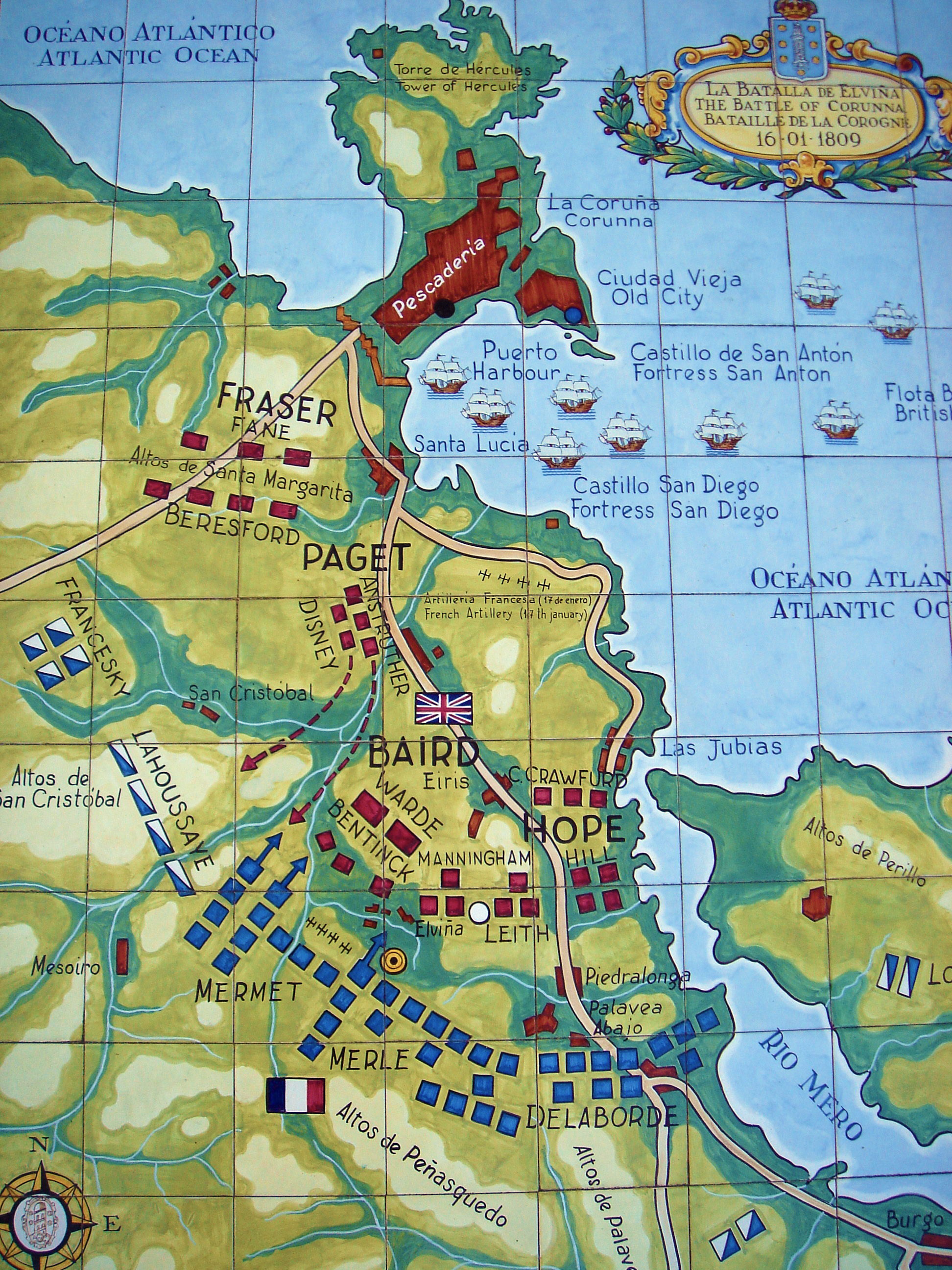
科鲁尼亚战役地图

在指挥进一步反击时，摩尔被一发炮弹击中，左手被炸断，身受重伤。在他临终的几个小时里，摩尔始终保持清醒和镇定。英军的第二次进攻再次将法国人赶出了埃尔维尼亚。法军的最后一次反击失败后被迫退出战斗。
在一段时间内，英军部队群龙无首，直到约翰·霍普将军接替指挥，因为贝尔德也受了重伤。指挥的混乱阻碍了英军在埃尔维尼亚的反击，但战斗仍在继续。
在战场西面，法军骑兵向前推进并进行了几次冲锋，但他们受到了地形的阻碍。另一支骑兵部队移动到英军的侧翼，试图切断英军的联系，但再次被地形阻碍，被迫放弃迂回计划。
夜幕降临后，法军的进攻都被击退，双方都回到了原来的阵地。阵线与战斗前大致相同。

## 后果
英军的指挥权此时移交给霍普将军，后者决定继续登船，而不是试图守住自己的阵地或攻击苏尔特的部队。晚上9时左右，英军开始默默地撤退，留下一支小分队整晚都在观察法军的动向。
1月17日黎明时分，留守的小队登船；到了早上，大部分英国军队已经撤离了。当苏尔特察觉到英国人已经离开时，他在海湾南端的高处部署了六门大炮，到了中午，法国人能够向船只开火。这引起了一些船只的恐慌，其中四艘搁浅，然后被烧毁以防止被俘获。
1月18日，阿尔塞多将军率领的西班牙驻军在英国军队全部撤离后投降。科鲁尼亚随后被法国人占领，两个西班牙团连同500匹马和大量军用物资投降，其中包括大量大炮、20,000支火枪、数十万发子弹和数吨火药。 一周后，苏尔特的部队占领了费罗尔， 一个更大的军火库和一个横跨海湾的西班牙主要海军基地，夺取了该线的八艘舰艇，三艘配备112门火炮，两艘配备80门，一艘74炮，两艘64炮，三艘护卫舰和众多护卫舰，以及拥有超过1,000门大炮、20,000支来自英国的新步枪和各种军用物资的大型军火库。 
英军在此役中损失了900人，有大约6,000匹无法登船的战马被杀以防止落入法军手中。法军约有1,000名士兵伤亡。

## 脚注
1. ↑  (Fortescue 1910，第380頁 citing Balagny vol. iv, p. 248–250).
2. ↑  15,000 (Fortescue 1910，第381頁)
3. ↑  Gates 2002，第112頁.
4. ↑  (Fortescue 1910，第388頁).
5. ↑  Chandler 1995，第656頁.
6. 1 2  Howard 1991，第300頁.
7. ↑  Haythornthwaite, Philip (2001), Corunna 1809, Campaign 83, Osprey Publishing, ISBN 1-85532-968-9
8. ↑  Pococke 1819, pp. 94–96.
9. ↑  Hugo 1838, p. 111; Also, Belmas 1836, p. 55; Napier 1873, p. 165.
10. ↑  200門加農砲、20,000支槍、200,000磅火藥、600,000顆子彈(Hugo 1838, p. 111).
11. ↑  Howard 1991, p. 300.
12. 1 2 3 4 5 6  Napier 1873，第121頁.
13. ↑  Napier 1873，第122–123頁.
14. 1 2  Richardson 1920，第343頁.
15. ↑  Gay 1903，第231頁.
16. ↑  Oman 1902，第492頁.
17. ↑  "This was an historic occasion; news of it spread like wildfire throughout Spain and then all Europe.
18. ↑  Chandler 1995，第620頁.
19. ↑  Oman 1902，第648頁.
20. ↑  Chandler notes that "the particular interests of the provincial delegates made even the pretense of centralised government a travesty" (Chandler 1995).
21. ↑  Chandler 1995，第621頁.
22. ↑  Chandler 1996，第628頁.
23. ↑  Chandler 1995，第631頁.
24. ↑  Churchill 1958，第260頁.
25. ↑  Haythornthwaite 2001，第27頁.
26. ↑  Oman 1902，第598頁.
27. ↑  Chandler quotes from Moore's diary: "I have determined to give this thing up and retire" (Chandler 1996 cites: Sir J. Moore, Diaries, Major General Sir J.F. Maurice, ed.
28. ↑  Fortescue 1910，第326–327頁.
29. ↑  Fremont-Barnes 2002，第35頁.
30. ↑  Neale quotes Moore (letter to Lord Castlereigh, 31 December 1808) "I have made the movement against Soult; as a diversion it has answered completely, but as there is nothing to take advantage of it, I have risked the loss of my army for no purpose" (Neale 1809).
31. ↑  Haythornthwaite 2001，第45頁.
32. ↑  Hamilton 1874.
33. ↑  Gates 2002，第108頁.
34. ↑  Chandler 1996，第648頁.
35. ↑  Haythornthwaite 2001; Chandler 1996; Oman 1902.
36. ↑  Gates 2002，第110頁.
37. ↑  Moore, Richard.
38. ↑  Haythornthwaite 2001，第52頁.
39. ↑  Gates 2002，第111頁.
40. ↑  Cross 1914; Stephens 1900; Bourrienne & Phipps 1892; Oman 1899; Fortescue 1910; Chandler 1996
41. ↑  Fitchett 1900; Esdaile 2003; Oman 1902.
42. ↑  Fortescue 1910，第364–365頁.
43. ↑  Fortescue 1910，第366頁.
44. ↑  Chandler 1996，第655頁.
45. ↑  Napier 1873，第119頁.
46. ↑  Oman 1902，第576頁.
47. ↑  Fortescue 1910.
48. ↑  Napier 1873，第120頁.
49. ↑  Sir John Moore’s last sentence in his last letter to Lord Castlereigh, 13 January 1809, "If I succeed in embarking the army, I shall send it to England – it is quite unfit for further service, until it has been refitted, which can best be done there" (Neale 1809).
50. 1 2  Duffy 2011，第18頁.
51. ↑  Fortescue 1910，第375頁.
52. ↑  Oman 1902，第581頁.
53. ↑  Oman 1902，第584頁.
54. ↑  Haythornthwaite 2001，第66頁.
55. ↑  Haythornthwaite 2001.
56. ↑  Fitchett states 290 horses from the KGL alone (Fitchett 1900，第86頁); Hugo mentions 1,200 "cadavers de chevaux" (Hugo 1838，第111頁); Oman gives 2,000 horses and draft cattle killed and thrown into the sea (Oman 1902，第582頁).
57. ↑  Napier 1873，第121–122頁.
58. ↑  Oman 1902，第582頁.
59. ↑  Oman 1902，第583頁.
60. ↑  Gates 2002，第112頁.
61. ↑  Oman 1902，第586頁.
62. ↑  Oman 1902，第587頁.
63. 1 2  Oman 1902，第588頁.
64. ↑  Oman 1902 citing a letter by his aide-de-camp Hardinge in James Moore's Life p. 220.
65. ↑  Oman 1902，第591頁.
66. ↑  "The enemy was not even discouraged by two fatal events: General Baird was shot in the arm with a bullet, and the commander-in-chief Moore was mortally wounded.
67. ↑  Oman 1902，第590頁.
68. ↑  Oman 1902，第592頁.
69. ↑  Napier suggests that both Corunna and Ferrol could have been held by their Spanish garrisons for months after the departure of the British (Napier 1873).
70. ↑  Fitchett suggests that only Moore's death prevented the total destruction of Soult, and that Hope "forbore" to press the French, (Fitchett 1900).
71. 1 2 3  Pococke 1819，第94–96頁.
72. ↑  Napier 1873; Fortescue 1910
73. ↑  Hugo gives an inventory of 200 cannon, 20,000 muskets, 200,000 pounds of powder, 600,000 cartridges captured when the city is taken (Hugo 1838，第111頁).
74. ↑  Oman 1903，第172–175頁.
75. ↑  Oman 1902，第81頁.
76. ↑  Hugo 1838; Also, Belmas 1836; Napier 1873.
77. ↑  (Hugo 1838，第111頁)
78. ↑  Chandler and Oman give 1,500 (Chandler p. 656; (Oman 1902，第594頁)). Fortescue and Esdaile both state casualties about equal at some 900 per side (Fortescue 1910，第388頁; Esdaile 2003，第155頁).